# Leptotarsus basuticanus
Leptotarsus basuticanus är en tvåvingeart som först beskrevs av Alexander 1956.  Leptotarsus basuticanus ingår i släktet Leptotarsus och familjen storharkrankar.
Artens utbredningsområde är Lesotho. Inga underarter finns listade i Catalogue of Life.